# Сагайдачного, 22/1
Наріжний будинок № 22/1 — торговельно-житловий будинок, розташований на розі вулиць Борисоглібської і Петра Сагайдачного, що на Подолі у Києві.
За визначенням дослідників, кам'яниця — характерний зразок будівлі торговельного призначення XIX сторіччя, який формує панораму історичної частини Подолу.
Наказом Міністерства культури і туризму України № 521/0/16-09 від 13 липня 2009 року внесено до переліку пам'яток місцевого значенням (охоронний номер 551-Кв і 2600184).

## Історія садиби і будинку

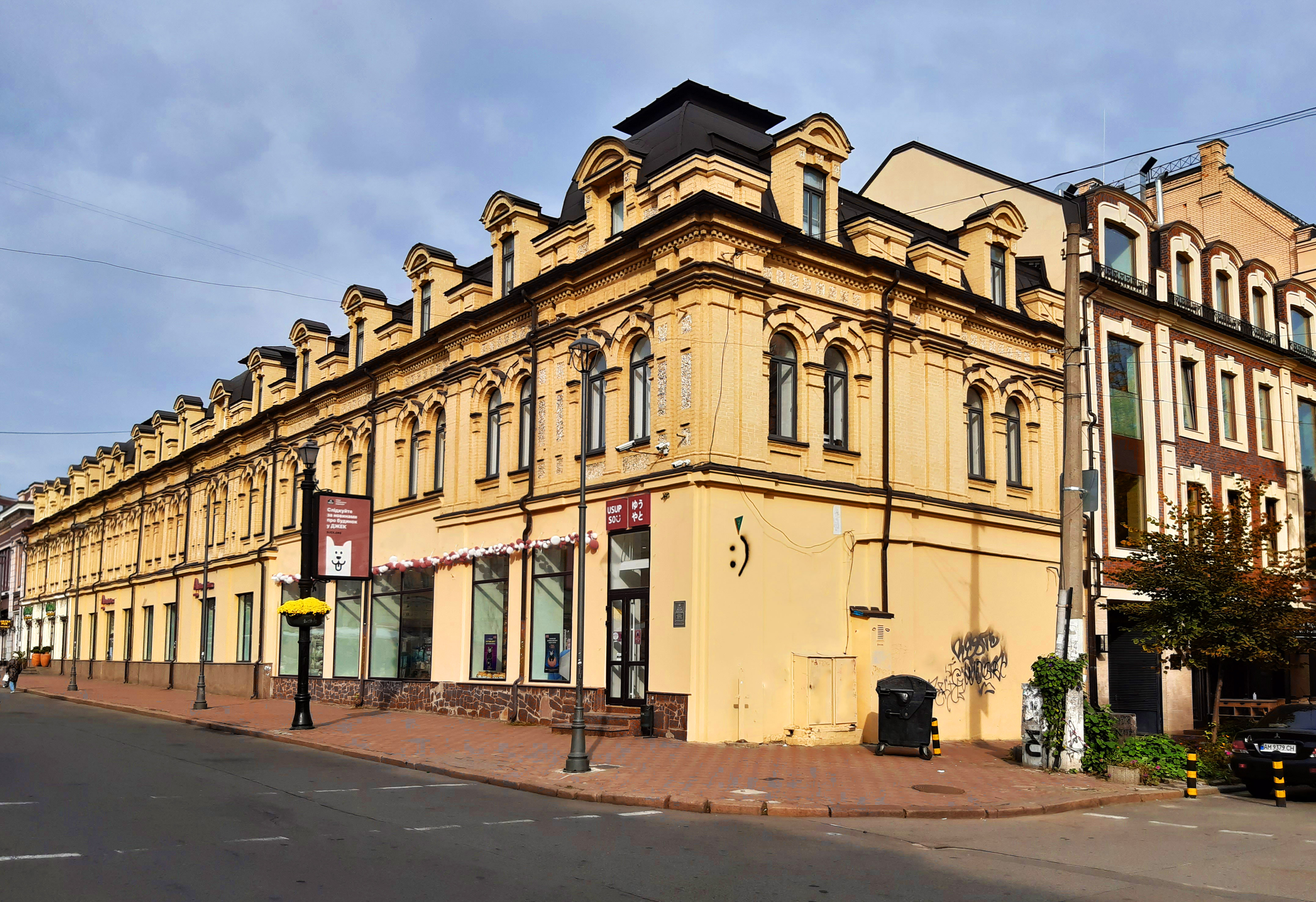
Наріжжя

Садиба відома з кінця XVII сторіччя. Вона зафіксована на карті 1695 року. На початку XVIII сторіччя ділянка, яка займала квартал, належала грекові Астаматію Стоматі. Його коштом у 1738 році для громади купців-греків спорудили церкву святої Катерини. Навколо неї виникла парафія і Греко-Синайський Катерининський монастир. Після подільської пожежі 1811 року значна частина ділянки перейшла місту. Через неї проклали вулиці Борисоглібську і теперішню Сагайдачного. А північно-західний бік зайняла Контрактова площа.
Упродовж XIX сторіччя нова садиба змінила кількох власників. На території колишньої садиби тепер розташовано два будинки — № 22/1 і № 24.
На початку сторіччя на ділянці збудували кам'яницю, яка складається з наріжної (№ 24) і рядової частин (№ 22/1). У 1870-х роках у наріжній двоповерхій споруді (№ 24) містилася одна, а в рядовій одноповерховій будівлі (№ 22/1) — 16 крамничок. Над центральною частиною останньої звели мансарди, в яких зберігали крам.
1880 року здійснили капітальну реконструкцію. Над крамницями добудували другий житловий поверх. 1898 року за проєктом архітектора Миколи Горденіна перероблено вітринні прорізи в наріжній частині.
Близько 1922 року радянська влада націоналізувала будинок.
У 1936—1937 роках наріжну споруду № 24 перебудували під універсальний магазин Воєнторгу, згодом Подільський універмаг. Під його потреби також віддали приміщення будинку № 22/1 на першому поверсі. У флігелі облаштували склад. На другому поверсі розмістили комунальні квартири.
2000 року споруду реконструювали. Станом на 2020 рік, приміщення першого поверху будинку займають банківська установа, крамниці, заклади громадського харчування.

## Архітектура
Будинок вирішений у формах неоренесансу. Тектоніка чолового фасаду ритмічно-ярусна. Ритмічність композиції досягнута рядом аркових вікон. Здвоєні віконні прорізи другого поверху фланковані рустованими пілястрами, які підтримують розвинений антаблемент. 
Вікна другого поверху оздоблені лиштвою, рустованим архівольтом, замковим каменем і пілястрами. Прямокутні вітринні прорізи і дверні отвори розміщенні на першому поверсі. 
Фільонки вставлені під вікнами і на фризі. Карниз прикрашено дентикулами (сухариками). Фасад увінчують три аттики з лучковим фронтоном і даховим вікном (люкарною). 
Дворовий фасад спрощений. Карниз орнаментований дентикулами. Вікна другого поверху мають прямокутну форму.

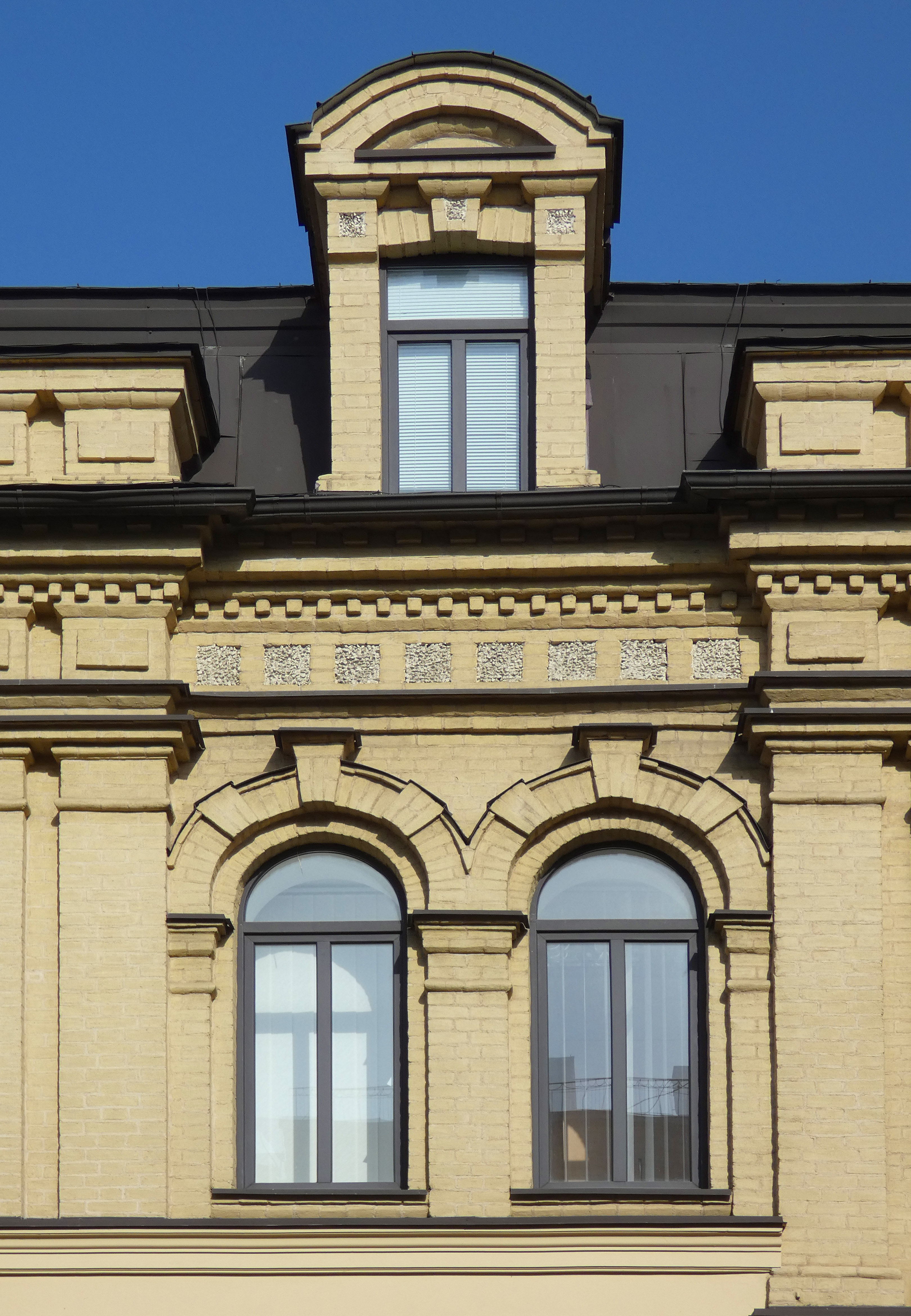
Аркові вікна і люкарна
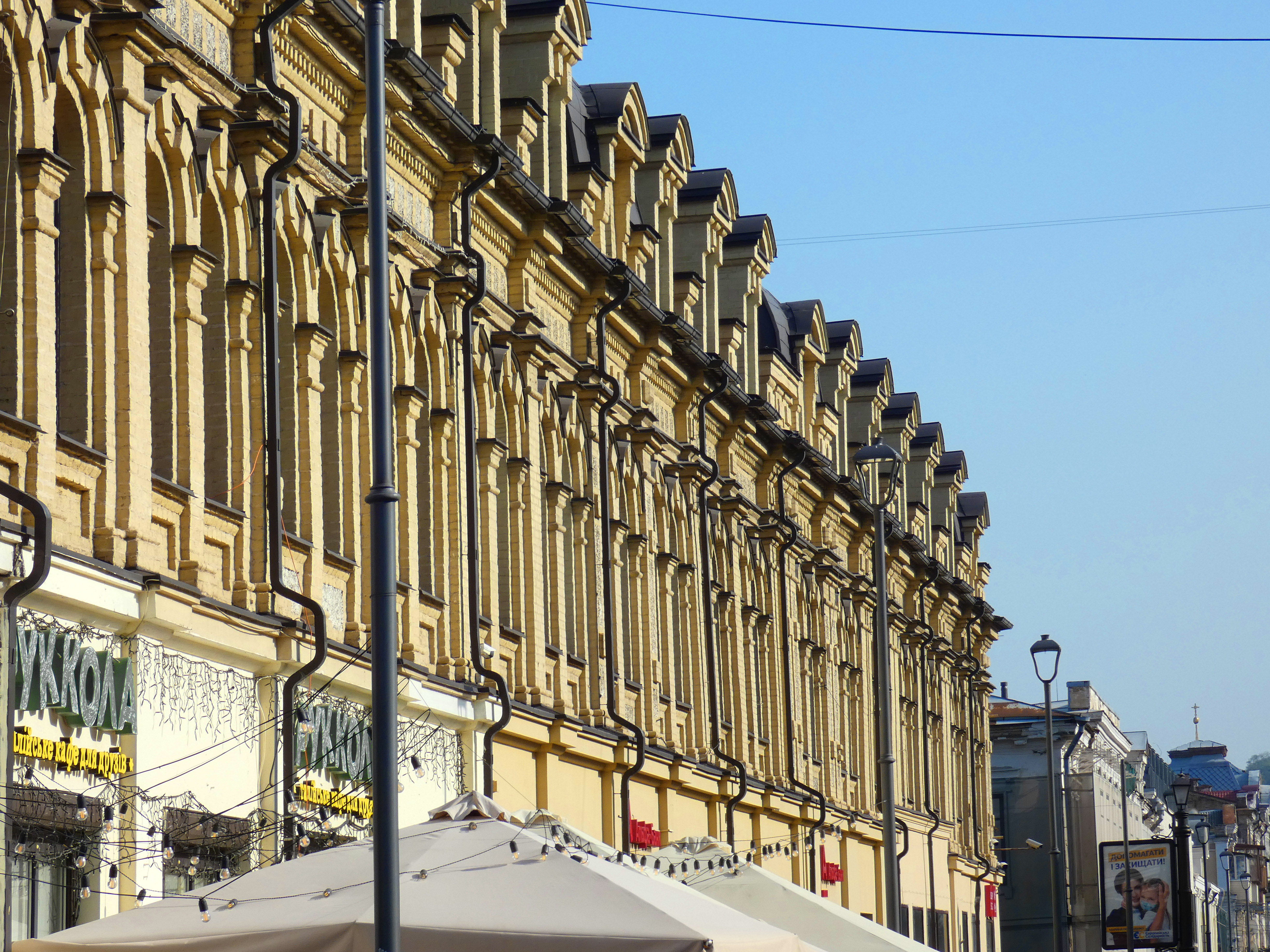
Рівномірно-ритмічна композиція фасаду
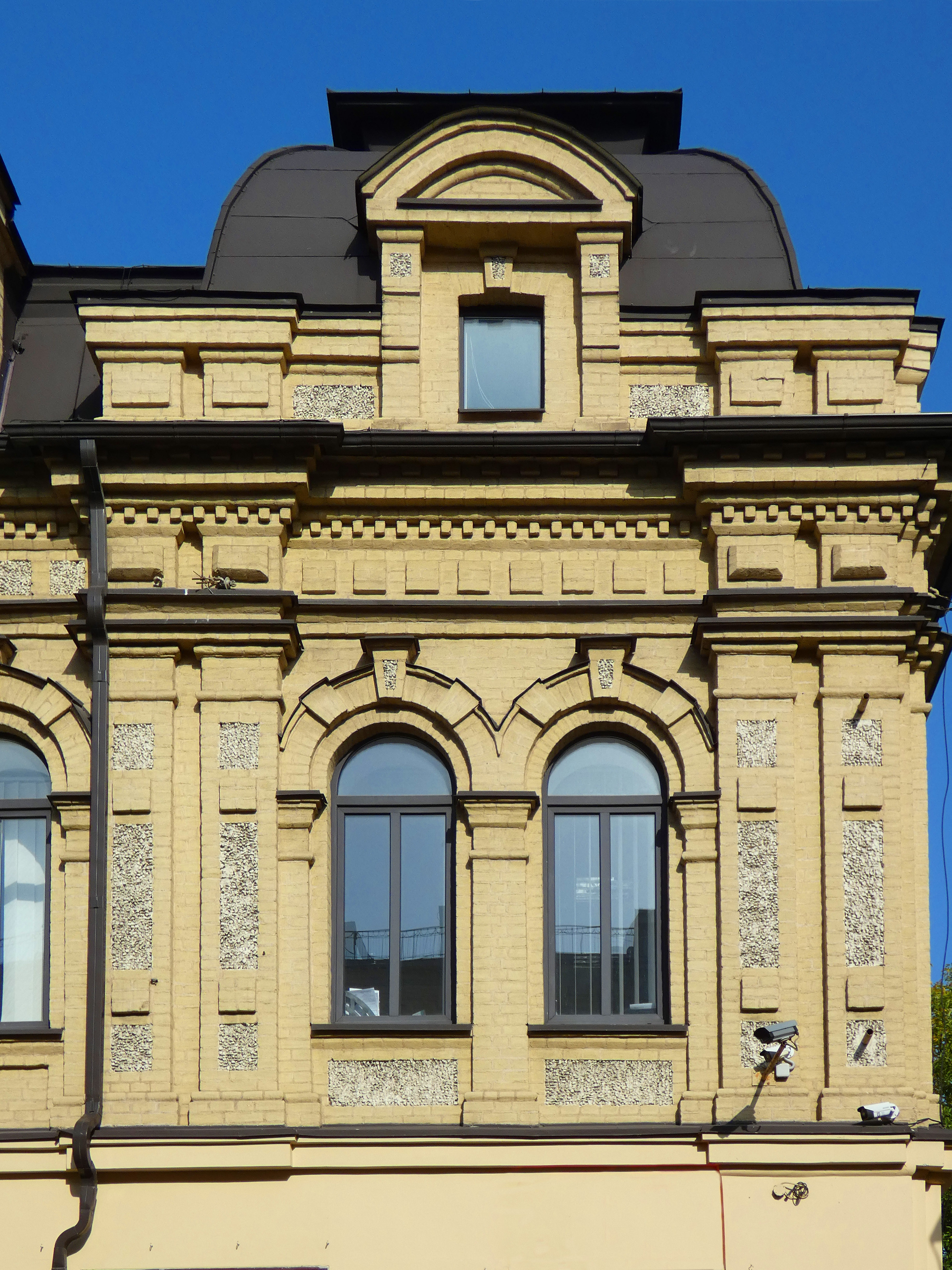
Наріжна частина